# قبس بيضوي
قبس بيضوي (الاسم العلمي:Phlox ovata) هو نوع من النباتات يتبع جنس القبس من الفصيلة البولامونيونية.